# Menegazzia testacea
Menegazzia testacea är en lavart som beskrevs av P. James & D. J. Galloway. Menegazzia testacea ingår i släktet Menegazzia och familjen Parmeliaceae.   Inga underarter finns listade i Catalogue of Life.

## Källor

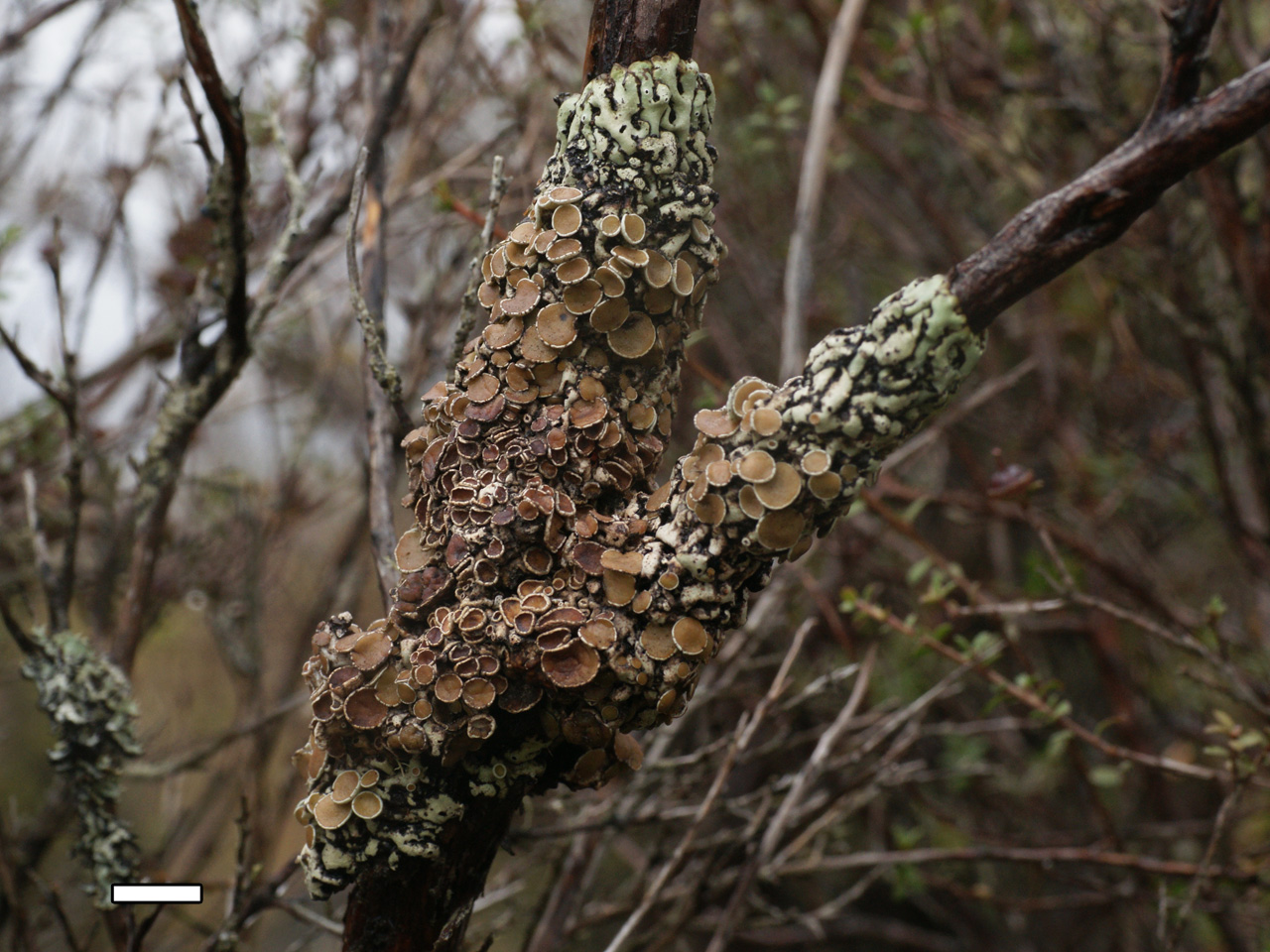